# Бёрсет, Аннерс
Аннерс Рённе Бёрсет (норв. Anders Rønne Børset; родился 22 февраля 2006) — норвежский футболист, центральный защитник немецкого клуба «Вольфсбург».

## Клубная карьера
Выступал за молодёжные команды клубов «Хоммельвик», «Трюгг/Ладе» и  «Молде». 13 ноября 2022 года дебютировал за «Молде» в матче Элитсерии (высшего дивизиона чемпионата Норвегии) против «Волеренги».
В июне 2023 года перешёл в немецкий клуб «Вольфсбург».

## Карьера в сборной
Выступал за сборные Норвегии до 15, до 16, до 17 и до 18 лет.